# Brad Kearns
Pour les articles homonymes, voir Kearns.
Brad Kearns né  4 février 1965 à Los Angeles, est un triathlète américain. Il est vainqueur de la première édition des championnats panaméricain en 1991. 

## Palmarès
Le tableau présente les résultats les plus significatifs (podium) obtenus sur le circuit national et international de triathlon depuis 1987,.
| Année | Compétition                                     | Pays       | Position           | Temps           |
| ----- | ----------------------------------------------- | ---------- | ------------------ | --------------- |
| 1995  | Wildflower Triathlon                            | États-Unis | Médaille de bronze | Timing          |
| 1992  | St. Anthony's Triathlon                         | États-Unis | Médaille d'or      | Timing          |
| 1992  | Coupe du monde - l'étape de Beijing             | Chine      | Médaille de bronze | 1 h 52 min 46 s |
| 1991  | championnats panaméricain                       | Mexique    | Médaille d'or      | 1 h 59 min 48 s |
| 1991  | Coupe du monde - l'étape d'Ixtapa               | Mexique    | Médaille d'or      | 1 h 59 min 48 s |
| 1991  | Championnats des États-Unis sprint de triathlon | États-Unis | Médaille d'or      | Timing          |
| 1991  | US Triathlon Série - Classement Général         | États-Unis | Médaille d'or      |                 |
| 1991  | Coupe du monde - l'étape de Las Vegas           | États-Unis | Médaille de bronze | 2 h 6 min 21 s  |
| 1989  | Championnats des États-Unis de triathlon        | États-Unis | Médaille de bronze | Timing          |
| 1989  | San Diego International                         | États-Unis | Médaille d'or      | Timing          |
| 1987  | San Diego International                         | États-Unis | Médaille d'or      | Timing          |